# Martiniquegierzwaluw
De Martiniquegierzwaluw (Chaetura martinica) is een vogel uit de familie Apodidae (gierzwaluwen).

## Verspreiding en leefgebied
Deze soort is endemisch op de Kleine Antillen, een eilandengroep in de Caraïbische Zee.